# A törvény (könyv)
A törvény, francia címén La Loi, Frédéric Bastiat (1801–1850) 1850-ben írt könyve, melyet 49 évesen írt Mugronban, néhány hónappal a TBC okozta halála előtt, két évvel az 1848. februári forradalom után. Bastiat egyik legismertebb műve.

## Magyarul
- A törvény / Ami látható s ami nem látható; ford. Hevesi Noémi; Ad Librum, Bp., 2011